# Thelechoris
Genre
Thelechoris est un genre d'araignées mygalomorphes de la famille des Ischnothelidae.

## Distribution
Les espèces de ce genre se rencontrent en Afrique australe et en Afrique de l'Est.

## Liste des espèces
Selon World Spider Catalog (version 21.0, 24/06/2020) :
- Thelechoris rutenbergi Karsch, 1881
- Thelechoris striatipes (Simon, 1889)

## Publication originale
- Karsch, 1881 : Spinnen. Reliquiae Rutenbergianae. Abhandlungen herausgegeben vom Naturwissenschaftlichen Verein zu Bremen, vol. 7, p. 191-197 (texte intégral).